# Nicolas Chauvin
Nicolas Chauvin was een fictieve Franse soldaat die een symbool werd voor buitensporig patriottisme en aan de basis lag van de term chauvinisme.

## Mythe
Gérard De Puymège toonde in zijn proefschrift van 1993 aan dat Nicolas Chauvin nooit heeft bestaan. De figuur zou gebaseerd zijn op een legende die zich onder de Restauratie en de Julimonarchie heeft verspreid en door zangers, schrijvers, toneelschrijvers en historici werd overgenomen.
Puymège stelt dat de figuur van Chauvin een voortzetting is van de oude traditie van de boer-soldaat, de miles gloriosus ("opschepperige soldaat") uit het oude Romeinse theater of de alazon uit de Griekse komedie, maar tevens uiting is van het open karakter van het Frans nationalisme waar, veel meer dan universele gevoelens, het territorium het verbindend element is.
Volgens de legende werd Nicolas Chauvin geboren rond het jaar 1780 in Rochefort. Hij trad op 18-jarige leeftijd in dienst van het leger van Napoleon, waar hij zich onderscheidde door zijn loyaliteit en vastberadenheid. Ondanks het verlies van drie vingers en een stuk van zijn schedel bleef hij moedig verder strijden voor het vaderland. Hij zou in totaal 17 verwondingen hebben opgelopen, met ernstige lichamelijke verminking en blijvende invaliditeit tot gevolg. Voor zijn heldhaftigheid en trouw aan het vaderland ontving hij persoonlijk van keizer Napoleon Bonaparte een Eresabel en daarnaast een pensioen van 200 frank, een behoorlijk bedrag in die tijd. Er is echter geen enkel officieel document gevonden dat het bestaan van Nicolas Chauvin bevestigt.

## Geschiedenis
Chauvin werd voor het eerst in 1821 vermeld in een vaudeville-komedie "Le Soldat laboureur" van Francis, Brazier en Dumersan. Dit personage werd gepopulariseerd door een liederencyclus en verscheen in 1824 op een litho van Charlet. Hij kwam opnieuw aan bod in een andere vaudeville-komedie in 1831 "La Cocarde tricolore" van de gebroeders Cogniard, met de woorden "Je suis Français, je suis Chauvin". In "La Cocarde Tricolore" werd hij overigens in plaats van een Napoleontische veteraan voorgesteld als een jonge naïeve soldaat die tijdens de Algerijnse campagne van 1830 blindelings agressief patriottisme vertoonde. In 1840 verscheen hij opnieuw in een toneelstuk van Alphonse Karr, die voor het eerst het woord 'chauvinisme' gebruikt. Met deze toneelstukken werd Chauvin een theatrale figuur en zou de term 'chauvinisme' ontstaan zijn als beschrijving van buitensporig nationalisme. Tijdens de Restauratie, toen het Bonapartisme steeds minder populair werd, werd gespot met de overdreven toewijding en het patriottisme van Chauvin.
In de "Dictionnaire de la conversation" van 1845 beschreef Jacques Arago, als eerste in een wetenschappelijke publicatie, de figuur van Nicolas Chauvin als toelichting bij het woord 'chauvinisme'.
De naam Chauvin werd in 1873 door Alphonse Daudet gebruikt als centraal personage in "De Dood van Chauvin", verschenen in de bundel "Contes du Lundi". Dit keer stierf Chauvin in 1871 tijdens de opstand van de Commune van Parijs.
Ook het woordenboek van Pierre Larousse vermeldde Chauvin als een historisch figuur.
Andere schrijvers en historici schreven ten onrechte de heldendaden van andere Bonapartisten aan Chauvin toe. Zo zou Chauvin in dienst van de Oude Garde in de slag bij Waterloo in weerwil van een oproep tot eervolle overgave "De Oude Garde sterft maar geeft zich niet over!" hebben geroepen. In werkelijkheid was het de commandant van de Oude Garde, Pierre Cambronne, die een dergelijke daad van moed vertoonde, weliswaar, zoals andere bronnen beweren, beperkt tot de uitdrukking "Merde!"